# آویس
آویس (به استونیایی: Avies) یک شرکت هواپیمایی متعلق به کشور استونی است که در مقر آن در شهر تالین است.
این شرکت در سال ۱۹۹۱ میلادی تأسیس شده‌است و به سه شهر استونی و هفت شهر سوئد پرواز دارد.

## مقصدها
استونی
- تالین - فرودگاه لنارت مری تالین
- کاردلا - فرودگاه کاردلا
- کورساره - فرودگاه کورسار

 سوئد
- پایالا - فرودگاه پاجالا
- سوگ - فرودگاه سوگ
- لولئا - فرودگاه لوله‌آ
- استکهلم - فرودگاه استکهلم-آرلاندا
- تورسبای - فرودگاه تورزبی
- مورا - فرودگاه مورا-سیلیان
- هاگفوش - فرودگاه هاگفوش